# Грюн, Макс
Макс Грюн (нем. Max Grün, 5 апреля 1987, Карлштадт, Бавария, ФРГ) — немецкий футболист, вратарь клуба «Виктория (Ашаффенбург)».

## Ранние годы
Воспитанник местного клуба «Карлштадт» и мюнхенской «Баварии».

## Клубная карьера
Начал карьеру во втором клубе «Баварии» в Региональной лиге «Юг». Дебютировал 10 сентября 2006 года в игре против клуба «Аален», матч завершился со счётом 2:2. Был вторым вратарём после Михаэля Рензинга, а позднее — Томаса Крафта.
5 августа 2009 года перешёл в «Гройтер Фюрт», подписав однолетний контракт, который через год был продлён до конца сезона 2013/2014. В сезоне 2011/2012 провёл все 34 матча и вместе с командой с первого места вышел в Бундеслигу, где провёл 17 матчей, конкурируя с другим голкипером — Вольфгангом Хезлем.
В 2013 году перешёл в «Вольфсбург», где рассматривался как второй вратарь после Диего Бенальо, заменив ушедшего в «Аугсбург» Марвина Хитца. Дебютировал за клуб 25 марта 2014 года, заменив травмировавшегося Бенальо в матче против бременского «Вердера», матч завершился со счётом 3:1 в пользу «волков». До конца сезона провёл ещё 5 матчей. С приходом в 2015 году перспективного Куна Кастелса стал третьим вратарём команды.
30 июня 2018 года Грюн покинул клуб по истечении срока контракта и присоединился к клубу второго дивизиона — «Дармштадту». В сезоне 2019/20 он перешел в «Боруссию Мёнхенгладбах».

## Карьера в сборной
Провёл 4 матча за юношескую (до 17 лет) сборную Германии.

## Достижения
«Гройтер Фюрт»
- Победитель Второй Бундеслиги (1): 2011/12

 «Вольфсбург»
- Серебряный призёр чемпионата Германии по футболу (1): 2014/15
- Обладатель Кубка Германии (1): 2014/15
- Обладатель Суперкубка Германии (1): 2015